# Luís Botelho Ribeiro
Luís Filipe Botelho Ribeiro (Santo Tirso, 17 de novembro de 1967 – 1 de agosto de 2015) foi um professor universitário português. Licenciado pela Universidade de Aveiro em 1990. Doutorado em Engenharia.
Responsável-geral do partido político Portugal pro Vida desde Agosto de 2009 até janeiro de 2014. Em 15 de Novembro de 2009 publica um artigo controverso no Jornal da Madeira em que identifica a homossexualidade com a pedofilia afirmando que quem propõe e defende a adopção por casais do mesmo sexo é "um coro de pedófilos bem colocados" que "nele vêem um “meio” para atingir os seus verdadeiros fins, ou seja, poder, a coberto da lei e sem necessidade de “rebuçados”, trazer para casa… os filhos de outros.", fazendo-o através de uma "ofensiva tão bem orquestrada quanto maliciosa – na plena acepção da palavra.".
Em 2011 foi um pré-candidato à presidência da república.
Foi candidato, pela coligação PPM/PPV, à Presidência da Câmara Municipal de Guimarães nas eleições autárquicas de 2013.
Faleceu a 1 de agosto de 2015, com 47 anos de idade, vítima de doença prolongada.